# Myrmarachne seriatis
Myrmarachne seriatis är en spindelart som beskrevs av Banks 1930. Myrmarachne seriatis ingår i släktet Myrmarachne och familjen hoppspindlar. Inga underarter finns listade i Catalogue of Life.